# Ludwig-Erhard-Schule Pforzheim
Die Ludwig-Erhard-Schule ist eine kaufmännische Schule in Pforzheim.

## Namensgeber
Namensgeber der Schule ist Ludwig Erhard. Er war von 1945 bis 1946 bayrischer Wirtschaftsminister, erster Wirtschaftsminister des Bundes von 1949 bis 1963 und zweiter Bundeskanzler von 1963 bis 1966.

## Bildungsangebot
- Kaufmännische Berufsschule
- Berufsfachschule für Wirtschaft
- Arbeitsvorbereitung dual
- Berufskolleg 1 und 2
- Berufskolleg Wirtschaftsinformatik
- Berufskolleg Fremdsprachen
- Wirtschaftsoberschule

## Geschichte
Die Ludwig-Erhard-Schule Pforzheim hat ihren Ursprung in der Teilung der Handelslehranstalt im Jahr 1964. Am 15. Juli 1965 nahm die Schule ihre Arbeit auf. 15 Lehrer unterrichteten 592 Schüler in 17 Klassen der Berufsschule und 7 Klassen der Berufsfachschule. Zum Leiter dieser Schule wurde Oberstudiendirektor Mitsch ernannt. Die Ludwig-Erhard-Schule entwickelte sich in Richtung einer kaufmännischen Bildungseinrichtung. Die Schülerzahlen nahmen ständig zu und schwanken seit 1975 zwischen 1600 und 1800 Schülern.
Oberstudiendirektor Gerhard Müller, ab dem Schuljahr 1986/87 Schulleiter veranlasste die Verbesserung der Raumsituation. Die Sporthalle der Ludwig-Erhard-Schule wurde gebaut und zum 25-jährigen Schuljubiläum eingeweiht. Außerdem wurde der Neubau eines Gebäudeteils auf den Weg gebracht. Zum Schuljahr 1996/97 übernahm Oberstudiendirektor Rolf Becker die Leitung der Ludwig-Erhard-Schule. Er sorgte für eine Ausweitung des Leistungsangebotes im Vollzeit- und Teilzeitbereich und eine Profilentwicklung der Schule mit den Schwerpunkten
- Junioren- und Lernfirmen
- Interkulturelles Lernen und internationale Schulpartnerschaften
- Zweiter Bildungsweg / Erwachsenenbildung

Vom Schuljahr 2011/2012 bis 2015/16 war Oberstudiendirektor Erhard Hofmeister Schulleiter der Ludwig-Erhard-Schule. Unter seiner Leitung wurde das Qualitätsmanagement systematisiert und die Schule durchlief 2012 erfolgreich die erste Fremdevaluation durch das Landesinstitut für Schulentwicklung. Eine Vortragsreise mit prominenten Persönlichkeiten aus Politik und Wirtschaft gab Schülern Einblick in Fragestellungen der Zeit. Die jährliche von der Ludwig-Erhard-Schule veranstaltete Übungsfirmenmesse im Pforzheimer Kongresszentrum mit teilweise über 70 ausstellenden Junioren- und Übungsfirmen entwickelte sich zu einem Publikumsmagneten für berufliche Schulen Baden-Württembergs. Seit September 2017 wird die Schule von Oberstudiendirektor Claus Freund geleitet. Zum Schuljahr 2019/20 wurde der Bildungsgang Arbeitsvorbereitung dual eingeführt. Zum Schuljahr 2021/2022 übernahm Studiendirektor Markus Lipps die Leitung der Schule.

## Schulpartnerschaften
Die Schule pflegt Partnerschaften mit:
- Teleki Blanka Közgazdasagi Szakközepiskola Budapest, Ungarn
- KV Zürich Business School, CH- 8037 Zürich, Schweiz
- Ay Yildiz Para International, Türkei
- Administrativno-Birotehnicka Skola Niš, Serbien

## Ludwig-Erhard-Akademie
Sie wurde 2002 mit dem Ziel gegründet, Schüler, Betriebe und Lehrpersonen stärker an die Schule zu binden. Die Akademie unterstützt die Schule bei der Umsetzung ihrer erzieherischen und pädagogischen Aufgaben. Insbesondere werden Vorhaben und Maßnahmen gefördert, die über die Kernaufgaben der Schule hinausgehen, so z. B. die Förderung der Schulgemeinschaft und Lernfirmen, Pflege der Schulpartnerschaften, Schüleraustausch, Erstellung des Schuljahrbuchs, Auslobung von Schülerpreisen, Lern- und Fortbildungsangebote, Verbesserung der Ausstattung der Schule über die verfügbaren öffentlichen Mittel hinaus. Die Akademie finanziert sich durch Beiträge ihrer Mitglieder und Spenden und Einnahmen aus dem Verkauf des Schuljahrbuches. Die Organe des Vereins, die Mitgliederversammlung und der Vorstand entscheiden über die Verwendung der Beiträge und Spenden. Die Ziele, Regeln und sonstige Rahmenbedingungen für die Arbeit der Organe der Akademie regelt die Satzung.